# Émilie Aubry (Snowboarderin)
Émilie Aubry (* 8. April 1990 in Ipsach) ist eine Schweizer Snowboarderin. Sie besitzt die Swiss SBX-Titel seit 2013.

## Biografie
Sie begann im Alter von vier Jahren Snowboard zu fahren. Während der Folgejahre übte sie mehrere Snowboard-Disziplinen, zum Beispiel Halfpipe und Big Air, aus. Allerdings wollte sie sich auf Snowboardcross konzentrieren. Sie trainiert in Magglingen und in Marin und hat zwei Trainer: Alexandre Plaschy und Harald Benselin. Seit 2006 ist sie im Swiss Snowboard Team und ebenfalls Mitglied des B-Kaders. Ihre Trainingsgruppe ist Challenger SBX. Sie ist Mitglied im Regionalverband GJ. Ausserdem hat sie bei einem Landschaftsgärtner gearbeitet und als Schiedsrichterin fungiert. Ihr erstes Weltcuprennen fuhr sie im Oktober 2005 in Saas-Fee, welches sie auf dem 39. Platz beendete. Von 2005 bis 2010 nahm sie vorwiegend am Europacup teil. Dabei belegte sie in der Saison 2005/06 den zweiten Platz in der Halfpipewertung und 2008/09 den ersten Platz in der Snowboardcrosswertung. Bei den Snowboard-Juniorenweltmeisterschaften 2010 in Cardrona gewann sie Bronze im Snowboardcross. Zum Beginn der Saison 2010/11 erreichte sie in Lech am Arlberg mit dem fünften Rang ihre erste Top-Zehn-Platzierung im Weltcup. Dies ist ihr bisher bestes Weltcupresultat. Es folgten in der Saison weitere Top-Zehn-Platzierungen. Beim Saisonhöhepunkt im Januar 2011 errang sie bei den Snowboard-Weltmeisterschaften 2011 in La Molina den neunten Platz. Die Saison beendete sie auf dem achten Platz in der Snowboardcrosswertung. Bei den Snowboard-Weltmeisterschaften 2013 in Stoneham belegte sie den 20. Platz.
Aubry wurde 2008, 2013 und 2014 Schweizer Meisterin im Snowboardcross.
1999 gewann sie ihren ersten Wettkampf.

## Erfolge
- Schweizer Meisterschaften 2014 in Lenk: 1. Rang Snowboardcross[1]
- Schweizer Meisterschaften 2008, Sils: 1. Rang Snowboardcross[2]
- World Cup 2012, Telluride: 5. Rang Snowboardcross[3]
- FIS-Weltmeisterschaften 2011 in La Molina: 9. Rang
- FIS-Juniorenweltmeisterschaften 2010 in Cardrona: 3. Rang Snowboardcross[4]
- Europa Cup 2014, Lenk: 4. Rang
- Europa Cup 2014, Puy-Saint-Vincent: 1. Rang, 2. Rang Snowboardcross